# بربيت أصفر الوجه
بربيت أصفر الوجه (الاسم العلمي:Pogoniulus chrysoconus) (بالإنجليزية: Yellow-fronted Tinkerbird)‏ هو نوع من الطيور يتبع جنس البربيت الصفاح من الفصيلة البربيتية.